# Elna Almgren
Elna Birgitta Almgren, född 16 juli 1897, död 22 januari 1991, var en svensk författare. Hon debuterade vid 83 års ålder med romanen Tekla och andra kvinnoöden i gamla Krylbo, som skildrar hur hennes mor och syskon såldes bort på auktion i Krylbo. 1985 gavs hennes självbiografiska skrift Ur minnenas värld ut.
Hon var dotter till Per Gustav Pettersson och Tekla Katarina Pettersson från Krylbo, samt gift med Gustav Hjalmar Almgren. De fick tillsammans två döttrar och en son, Ulla, Eva och Lennart.